# Albert Ondo Ossa
 (août 2023).
Si vous disposez d'ouvrages ou d'articles de référence ou si vous connaissez des sites web de qualité traitant du thème abordé ici, merci de compléter l'article en donnant les références utiles à sa vérifiabilité et en les liant à la section « Notes et références ».
Albert Ondo Ossa est un homme politique gabonais, membre de la société civile, professeur agrégé d'économie à l'université Omar-Bongo.

## Biographie

### Enfance, éducation et débuts
Albert Ondo Ossa est né le 17 juillet 1954 à Minvoul dans la province du Woleu-Ntem au Gabon dans une famille aux racines profondément chrétiennes.
Il est le fils de Ossa Nze Ondo Emmanuel et de Angone Nzolo Albertine.  
Le village de son père est Essabat Melen, à 15 km de Minvoul et celui de sa mère est Medson 4, dans les faubourgs de la même localité, où se trouve d’ailleurs la mission catholique d’Alep. La mission est connue pour avoir contribué à l’éducation de nombreuses femmes devenues des cadres. 
Après des études primaires à Minvoul, Albert Ondo Ossa intègre de 1966 à 1974 le collège Bessieux de Libreville. Après l’obtention du baccalauréat, il rejoint l'université nationale du Gabon de 1974 à 1978. Il obtient un doctorat en sciences économiques à l'université de Nancy II (France) en 1984, et présente une thèse complémentaire en 1985.

### Carrière
En 1987, Albert Ondo Ossa passe le concours d’agrégation des facultés des sciences économiques et de gestion de Dakar (Sénégal). 
Il passe ensuite par l’ensemble des grades universitaires au sein de l’université Omar-Bongo pour devenir de 1988 à 1990 chef du département d’économie et ensuite en 1990 doyen de la faculté de droit et des sciences économiques.
Il fonde en 1993, au sein de cette même université, le laboratoire d’économie appliquée (LEA) dont il est le directeur, et dont la revue paraît depuis 2013. 
En 1996 il obtient le grade de professeur titulaire. Cette carrière universitaire est également caractérisée par un militantisme syndical. Il est membre du SNEC (Syndicat national des enseignants et chercheurs) de 1990 à 1998. Il s’agit du premier syndicat libre qui contribuera de manière décisive, en 1990, à la fin du parti unique et de facto à l’avènement de la démocratie au Gabon.
Albert Ondo Ossa a à son compte de nombreuses contributions et/ou conduites de travaux dans la sous-région autour de questions de coordination de politiques budgétaires, politiques monétaires, et autres problématiques économiques, sociales et politiques. Il est intervenu notamment en qualité de consultant auprès du ministère de la planification du Gabon et des Nations unies sur le projet Gabon 2025.  
En 2006, Albert Ondo Ossa rejoint le gouvernement, sous la direction du président Omar Bongo et du premier ministre Jean Eyeghe Ndong.  Il est successivement ministre de l’Éducation nationale et de l’enseignement supérieur (2006), ministre de l’Enseignement supérieur et de la recherche (2007), ministre de la Recherche scientifique & du développement technologique (2008),. Il est candidat à l’élection présidentielle de 2009, à la mort du président Omar Bongo Ondimba.
Albert Ondo Ossa est candidat à l’élection présidentielle de 2023 et membre actif de la coalition « Alternance 2023 » (A23) aux côtés d’autres candidats de l’opposition. Après discussion dans la coalition, il est choisi comme principal candidat de l'opposition face à Ali Bongo,. Les résultats officiels de l'élection donnent Ali Bongo vainqueur avec 64 % des voix. Ces résultats sont contestés par l'opposition et Albert Ondo Ossa considère avoir gagné cette élection. Bongo est renversé lors d'un coup d'État militaire peu après l'annonce des résultats. Albert Ondo Ossa demande initialement à la junte du Comité pour la transition et la restauration des institutions et au nouveau chef de l'État Brice Oligui Nguema de respecter le résultat de l'élection et de le laisser devenir président. D'autres membres d'« Alternance 2023 » acceptent l'annulation de l'élection, acceptent de travailler avec le général Nguema et encouragent Albert Ondo Ossa à faire de même. Brice Oligui Nguema rencontre ensuite Albert Ondo Ossa et ce dernier semble modérer ses revendications. La coalition se réduit à Union nationale et Rassemblement pour la patrie et la modernité.
Début septembre, Mike Jocktane, directeur de la campagne d'Albert Ondo Ossa et membre de la coalition Alternance 2024, est arrêté avec deux autres hommes politiques dont Thérence Gnembou, près d'Oyem. Il aurait tenté de se rendre en Guinée équatoriale avec une lettre signée d'Albert Ondo Ossa les présentant comme ses émissaires auprès du vice-président équatoguinéen Teodorín Nguema Obiang avec comme objectif de « restaurer l'ordre constitutionnel ».